# Renate Götschl
Renate Götschl (Judenburg, 6 agosto 1975) è un'ex sciatrice alpina austriaca.
Campionessa iridata nella combinata a Sestriere 1997, nella discesa libera a Vail/Beaver Creek 1999 e nella gara a squadre a Åre 2007, nel suo palmarès vanta anche una Coppa del Mondo generale e otto Coppe di specialità. È stata portabandiera dell'Austria durante la cerimonia di apertura dei XX Giochi olimpici invernali di Torino 2006.

## Biografia

### Stagioni 1991-1997
Originaria di Obdach e membro della nazionale austriaca di sci alpino dal 1991, debuttò in campo internazionale in occasione dei Mondiali juniores di Maribor 1992 concludendo al 16º posto la discesa libera; l'anno dopo nella rassegna iridata giovanile di Montecampione/Colere vinse la medaglia d'argento nello slalom speciale e a fine stagione ottenne la sua prima vittoria in Coppa del Mondo, nonché primo podio al debutto assoluto nella competizione, nello slalom speciale di Lillehammer Hafjell del 14 marzo partendo con il pettorale numero 42. Al debutto olimpico, Lillehammer 1994, non completò la prova di discesa libera, mentre all'esordio iridato, Sierra Nevada 1996, si classificò 8ª nella discesa libera, 20ª nel supergigante e 4ª nella combinata.
Nel 1997 prese parte ai Mondiali di Sestriere, dove vinse la medaglia d'oro nella combinata e si piazzò 8ª nella discesa libera e 6ª nel supergigante; quell'anno in Coppa del Mondo, dopo aver ottenuto complessivamente quattro podi con una vittoria, si aggiudicò la sua prima coppa di cristallo nella discesa libera, con 17 punti di vantaggio sulla svizzera Heidi Zurbriggen. In classifica generale fu 8ª.

### Stagioni 1998-1999
Ai XVIII Giochi olimpici invernali di Nagano 1998 si classificò 5ª nel supergigante e non completò la discesa libera e la combinata, mentre in Coppa del Mondo la stagione 1997-1998 la vide chiudere al 2º posto sia nella classifica di discesa libera sia in quella di supergigante, superata in entrambe dalla tedesca Katja Seizinger (rispettivamente di 128 e di 140 punti); nella classifica generale fu 7ª, con sei podi e una vittoria.
Ai Mondial di Vail/Beaver Creek 1999 la Götschl conquistò una medaglia in ognuna delle tre gare cui prese parte: l'oro nella discesa libera e l'argento nel supergigante e nella combinata. Vinse quindi la sua seconda Coppa del Mondo di discesa libera, con 142 punti di vantaggio sulla connazionale Alexandra Meissnitzer, e si piazzò al 3º posto nella classifica generale 1998-1999, grazie anche a otto podi stagionali (cinque le vittorie).

### Stagioni 2000-2001
La stagione 1999-2000 vide la sciatrice austriaca aggiudicarsi sia la Coppa del Mondo generale (con 325 punti di vantaggio sulla compagna di squadra Michaela Dorfmeister), sia quella di supergigante (con 211 punti in più della canadese Mélanie Turgeon). Si piazzò prima anche nella classifica di combinata, che all'epoca non prevedeva l'assegnazione di alcun trofeo, e seconda in quella di discesa libera, battuta dalla tedesca Regina Häusl di 5 punti; i suoi podi stagionali furono undici e le vittorie sei.
Nella stagione 2000-2001 prese parte ai Mondiali di Sankt Anton, vincendo la medaglia d'argento nella discesa libera e non portando a termine le prove di supergigante e di slalom gigante, e in Coppa del Mondo, dopo aver totalizzato tredici podi con tre vittorie, risultò 2ª nelle classifiche generale (vinta dalla croata Janica Kostelić con 67 punti di margine), di discesa libera (dove fu superata dall'italiana Isolde Kostner di 141 punti) e di supergigante (superata di 111 punti dalla francese Régine Cavagnoud).

### Stagioni 2002-2004
Ai XIX Giochi olimpici invernali di Salt Lake City 2002 vinse la medaglia d'argento nella combinata e quella di bronzo nella discesa libera, si classificò 8ª nel supergigante e non completò lo slalom speciale. Quell'anno in Coppa del Mondo conquistò sette podi (quattro le vittorie), il primo posto nella classifica di combinata e il secondo in quella generale, nella quale fu battuta dalla Dorfmeister di 240 punti.
Nella stagione 2002-2003 fu 5ª nella discesa libera e 8ª nel supergigante ai Mondiali di Sankt Moritz e 2ª sia nella classifica di discesa libera sia in quella di supergigante in Coppa del Mondo, superata rispettivamente dalla Dorfmeister di 4 punti e dalla francese Carole Montillet di 35; i suoi podi stagionali furono sette, con quattro vittorie. L'anno dopo si aggiudicò nuovamente due coppe di cristallo, nella discesa libera con 134 punti di vantaggio sulla tedesca Hilde Gerg e nel supergigante con 65 punti in più della Montillet; nella classifica generale, nonostante i quattordici podi (sei le vittorie), fu battuta dalla svedese Anja Pärson per 217 punti.

### Stagioni 2005-2006
Ai Mondiali di Bormio/Santa Caterina Valfurva 2005 vinse la medaglia d'argento nella gara a squadre e quella di bronzo nella discesa libera, si piazzò 23ª nel supergigante e non terminò la combinata. In Coppa del Mondo quell'anno conquistò nuovamente il trofeo di discesa libera (con 72 punti di vantaggio sulla Gerg), fu 2ª nella classifica di supergigante e 3ª in quella generale, con otto podi e quattro vittorie.
Ai XX Giochi olimpici invernali di Torino 2006, suo congedo olimpico, dopo esser stata portabandiera dell'Austria durante la cerimonia di apertura si classificò 4ª nella discesa libera e 26ª nel supergigante. Quell'anno in Coppa del Mondo, dopo aver ottenuto due podi con una vittoria, fu 3ª nella classifica di discesa libera.

### Stagioni 2007-2009
Ai Mondiali di Åre 2007 vinse la medaglia d'oro nella gara a squadre e quella di bronzo nel supergigante, mentre nella discesa libera si piazzò al 7º posto. In Coppa del Mondo conquistò per l'ultima volta in carriera i trofei di discesa libera (con 169 punti di vantaggio sulla statunitense Julia Mancuso) e di supergigante (battendo la connazionale Nicole Hosp di 188 punti) e fu 4ª nella classifica generale, con tredici podi e otto vittorie tra le quali l'ultima della sua carriera nel circuito, nella discesa libera disputata il 14 marzo a Lenzerheide.
Nel 2007-2008 fu 2ª nella Coppa del Mondo di discesa libera (con 307 punti in meno della statunitense Lindsey Vonn) mentre al congedo iridato, Val-d'Isère 2009, ottenne il 24º posto nella discesa libera e non completò il supergigante. Ottenne l'ultimo podio in Coppa del Mondo nella discesa libera dell'11 marzo successivo a Åre (3ª) e si congedò dal Circo bianco il giorno dopo con il 4º posto nel supergigante della finali di Coppa del Mondo ospitate dalla stazione sciistica svedese.

## Bilancio della carriera
Sciatrice polivalente, ottenne più di cento podi in gare di Coppa del Mondo, vincendo in quattro specialità (discesa libera, supergigante, slalom speciale e combinata). Grandissima velocista, è stata la più degna erede di Annemarie Moser-Pröll e Katja Seizinger per tecnica ed efficacia. Con i suoi 46 successi in gara è la quinta atleta più vincente di tutti i tempi in Coppa del Mondo, preceduta da Mikaela Shiffrin, Lindsey Vonn, Annemarie Moser-Pröll e Vreni Schneider.

## Palmarès

### Olimpiadi
- 2 medaglie:
  - 1 argento (combinata a Salt Lake City 2002)
  - 1 bronzo (discesa libera a Salt Lake City 2002)

### Mondiali
- 9 medaglie:
  - 3 ori (combinata a Sestriere 1997; discesa libera a Vail/Beaver Creek 1999; gara a squadre a Åre 2007)
  - 4 argenti (supergigante, combinata a Vail/Beaver Creek 1999; discesa libera a Sankt Anton 2001; gara a squadre a Bormio/Santa Caterina Valfurva 2005)
  - 2 bronzi (discesa libera a Bormio/Santa Caterina Valfurva 2005; supergigante a Åre 2007)

### Mondiali juniores
- 1 medaglia:
  - 1 argento (slalom speciale a Montecampione/Colere 1993)

### Coppa del Mondo
- Vincitrice della Coppa del Mondo nel 2000
- Vincitrice della Coppa del Mondo di discesa libera nel 1997, nel 1999, nel 2004, nel 2005 e nel 2007
- Vincitrice della Coppa del Mondo di supergigante nel 2000, nel 2004 e nel 2007
- Vincitrice della classifica di combinata nel 2000 e nel 2002
- 110 podi:
  - 46 vittorie
  - 37 secondi posti
  - 27 terzi posti

#### Coppa del Mondo - vittorie
| Data             | Località                | Paese    | Specialità |
| ---------------- | ----------------------- | -------- | ---------- |
| 14 marzo 1993    | Lillehammer Hafjell     | Norvegia | SL         |
| 19 dicembre 1993 | Sankt Anton am Arlberg  | Austria  | KB         |
| 10 gennaio 1995  | Flachau                 | Austria  | SG         |
| 7 dicembre 1996  | Vail                    | Canada   | DH         |
| 18 gennaio 1998  | Altenmarkt-Zauchensee   | Austria  | DH         |
| 27 novembre 1998 | Lake Louise             | Canada   | DH         |
| 28 novembre 1998 | Lake Louise             | Canada   | DH         |
| 22 gennaio 1999  | Cortina d'Ampezzo       | Italia   | SG         |
| 27 febbraio 1999 | Åre                     | Svezia   | DH         |
| 5 marzo 1999     | Sankt Moritz            | Svizzera | DH         |
| 16 gennaio 2000  | Altenmarkt-Zauchensee   | Austria  | SG         |
| 12 febbraio 2000 | Santa Caterina Valfurva | Italia   | KB         |
| 19 febbraio 2000 | Åre                     | Svezia   | DH         |
| 25 febbraio 2000 | Innsbruck Patscherkofel | Austria  | DH         |
| 27 febbraio 2000 | Innsbruck Patscherkofel | Austria  | SG         |
| 16 marzo 2000    | Bormio                  | Italia   | SG         |
| 2 dicembre 2000  | Lake Louise             | Canada   | SG         |
| 17 dicembre 2000 | Sankt Moritz            | Svizzera | DH         |
| 13 gennaio 2001  | Haus                    | Austria  | DH         |
| 13 gennaio 2002  | Saalbach-Hinterglemm    | Austria  | KB         |
| 26 gennaio 2002  | Cortina d'Ampezzo       | Italia   | DH         |
| 2 febbraio 2002  | Åre                     | Svezia   | DH         |
| 3 febbraio 2002  | Åre                     | Svezia   | KB         |
| 17 gennaio 2003  | Cortina d'Ampezzo       | Italia   | SG         |
| 18 gennaio 2003  | Cortina d'Ampezzo       | Italia   | DH         |
| 28 febbraio 2003 | Innsbruck Patscherkofel | Austria  | SG         |
| 12 marzo 2003    | Lillehammer Kvitfjell   | Norvegia | DH         |
| 7 dicembre 2003  | Lake Louise             | Canada   | SG         |
| 20 dicembre 2003 | Sankt Moritz            | Svizzera | DH         |
| 10 gennaio 2004  | Veysonnaz               | Francia  | DH         |
| 16 gennaio 2004  | Cortina d'Ampezzo       | Italia   | SG         |
| 21 febbraio 2004 | Åre                     | Svezia   | SG         |
| 10 marzo 2004    | Sestriere               | Italia   | DH         |
| 12 gennaio 2005  | Cortina d'Ampezzo       | Italia   | SG         |
| 14 gennaio 2005  | Cortina d'Ampezzo       | Italia   | SG         |
| 15 gennaio 2005  | Cortina d'Ampezzo       | Italia   | DH         |
| 10 marzo 2005    | Lenzerheide             | Svizzera | DH         |
| 28 gennaio 2006  | Cortina d'Ampezzo       | Italia   | DH         |
| 3 dicembre 2006  | Lake Louise             | Canada   | SG         |
| 16 dicembre 2006 | Reiteralm               | Austria  | SG         |
| 13 gennaio 2007  | Altenmarkt-Zauchensee   | Austria  | DH         |
| 20 gennaio 2007  | Cortina d'Ampezzo       | Italia   | DH         |
| 26 gennaio 2007  | San Sicario             | Italia   | SG         |
| 27 gennaio 2007  | San Sicario             | Italia   | DH         |
| 4 marzo 2007     | Tarvisio                | Italia   | SG         |
| 14 marzo 2007    | Lenzerheide             | Svizzera | DH         |

Legenda:

DH = discesa libera

SG = supergigante

SL = slalom speciale

KB = combinata

### Coppa Europa
- Miglior piazzamento in classifica generale: 7ª nel 1993
- 3 podi[senza fonte] (2 dalla stagione 1994-1995[4]):
  - 1 vittoria[senza fonte]
  - 1 secondo posto[4]
  - 1 terzo posto[4]

#### Coppa Europa - vittorie
| Data | Località        | Paese   | Specialità |
| ---- | --------------- | ------- | ---------- |
| 1993 | Sankt Sebastian | Austria | SL         |

Legenda:

SL = slalom speciale

### Campionati austriaci
- 6 medaglie[5]:

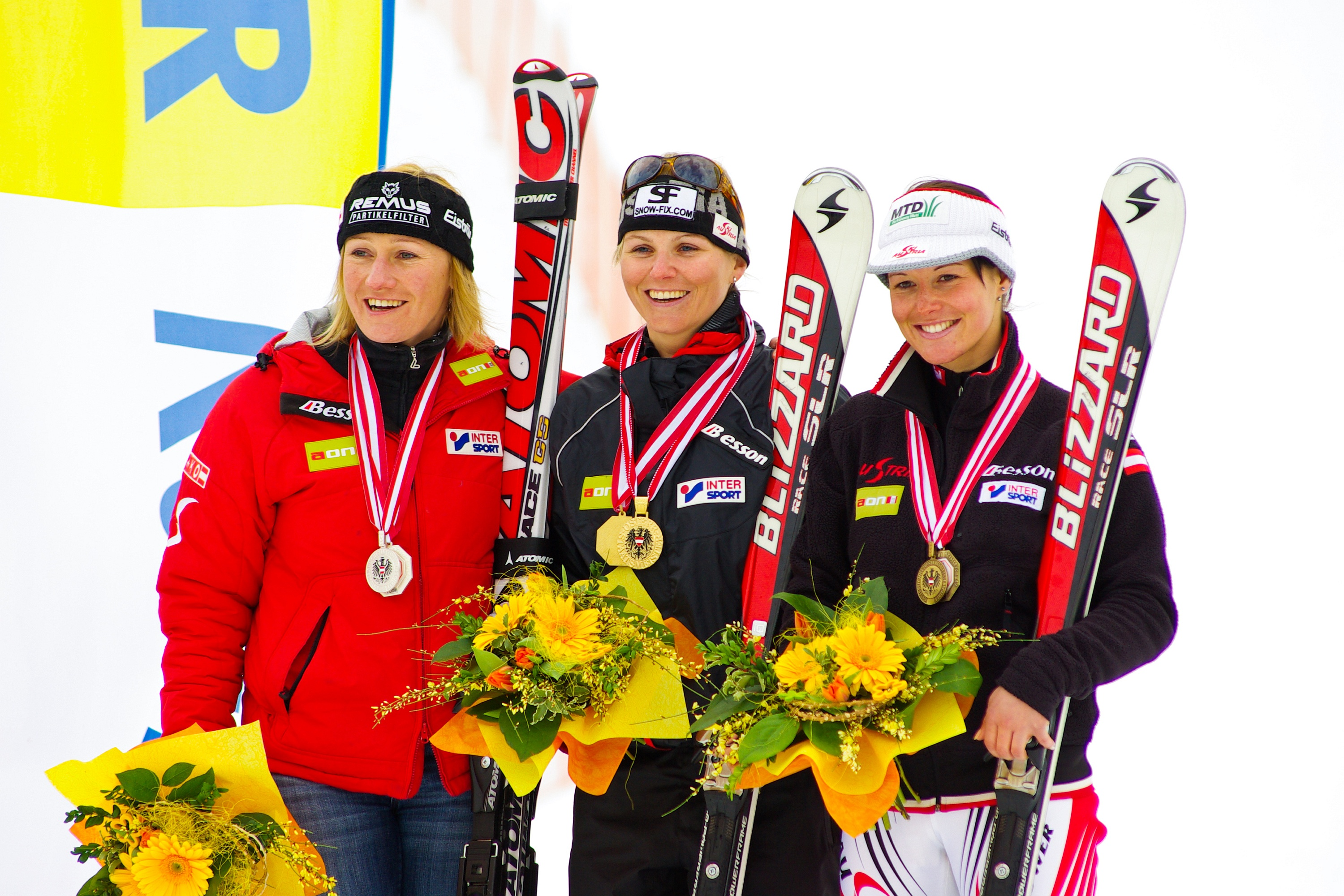
Il podio del supergigante ai Campionati austriaci di sci alpino 2008, con Renate Götschl (argento, a sinistra) accanto a Silvia Berger (oro, al centro) e a Stefanie Köhle (bronzo, a destra)

  - 2 ori (supergigante nel 1995; discesa libera nel 1998)
  - 3 argenti (slalom gigante nel 1995; supergigante nel 1998; supergigante nel 2008)
  - 1 bronzo (slalom speciale nel 1993)

### Campionati austriaci juniores
- 5 medaglie[5]:
  - 5 ori (discesa libera, supergigante nel 1992; supergigante, slalom gigante, slalom speciale nel 1993)

## Statistiche

### Podi in Coppa del Mondo
| Stagione/Specialità | Discesa libera | Discesa libera | Discesa libera | Supergigante | Supergigante | Supergigante | Slalom gigante | Slalom gigante | Slalom gigante | Slalom speciale | Slalom speciale | Slalom speciale | Combinata | Combinata | Combinata | Podi totali |
| ------------------- | -------------- | -------------- | -------------- | ------------ | ------------ | ------------ | -------------- | -------------- | -------------- | --------------- | --------------- | --------------- | --------- | --------- | --------- | ----------- |
| Stagione/Specialità | 1º             | 2º             | 3º             | 1º           | 2º           | 3º           | 1º             | 2º             | 3º             | 1º              | 2º              | 3º              | 1º        | 2º        | 3º        | Podi totali |
| 1993                |                |                |                |              |              |              |                |                |                | 1               |                 |                 |           |           |           | 1           |
| 1994                |                | 1              |                |              |              |              |                |                |                |                 |                 |                 | 1         |           |           | 2           |
| 1995                |                |                | 1              | 1            | 1            |              |                |                |                |                 |                 |                 |           |           |           | 3           |
| 1996                |                |                | 2              |              | 1            | 1            |                |                |                |                 |                 |                 |           |           |           | 4           |
| 1997                | 1              | 2              | 1              |              |              |              |                |                |                |                 |                 |                 |           |           |           | 4           |
| 1998                | 1              | 2              | 1              |              | 2            |              |                |                |                |                 |                 |                 |           |           |           | 6           |
| 1999                | 4              |                | 1              | 1            | 2            |              |                |                |                |                 |                 |                 |           |           |           | 8           |
| 2000                | 2              | 1              | 2              | 3            | 1            | 1            |                |                |                |                 |                 |                 | 1         |           |           | 11          |
| 2001                | 2              | 2              | 1              | 1            | 2            | 2            |                |                | 2              |                 |                 |                 |           |           | 1         | 13          |
| 2002                | 2              | 1              |                |              | 2            |              |                |                |                |                 |                 |                 | 2         |           |           | 7           |
| 2003                | 2              |                | 1              | 2            | 1            | 1            |                |                |                |                 |                 |                 |           |           |           | 7           |
| 2004                | 3              | 3              | 2              | 3            | 1            | 0            |                | 1              | 1              |                 |                 |                 |           |           |           | 14          |
| 2005                | 2              | 3              |                | 2            | 1            |              |                |                |                |                 |                 |                 |           |           |           | 8           |
| 2006                | 1              | 1              |                |              |              |              |                |                |                |                 |                 |                 |           |           |           | 2           |
| 2007                | 4              | 3              |                | 4            | 1            | 1            |                |                |                |                 |                 |                 |           |           |           | 13          |
| 2008                |                | 2              | 1              |              |              | 3            |                |                |                |                 |                 |                 |           |           |           | 6           |
| 2009                |                |                | 1              |              |              |              |                |                |                |                 |                 |                 |           |           |           | 1           |
| Totale              | 24             | 21             | 14             | 17           | 15           | 9            | 0              | 1              | 3              | 1               | 0               | 0               | 4         | 0         | 1         | 110         |
| Totale              | 59             | 59             | 59             | 41           | 41           | 41           | 4              | 4              | 4              | 1               | 1               | 1               | 5         | 5         | 5         | 110         |